# Les Dernières Cartouches
Les Dernières Cartouches er en fransk stumfilm fra 1897 af Georges Méliès.